# L'Arroseur
L'Arroseur er en fransk stumfilm fra 1896 af Georges Méliès.